# SMS Weissenburg
O SMS Weissenburg foi um navio couraçado pré-dreadnought operado pela Marinha Imperial Alemã e a terceira embarcação da Classe Brandenburg depois do SMS Brandenburg e SMS Kurfürst Friedrich Wilhelm, e seguido pelo SMS Wörth. Nomeado em homenagem à cidade de Weißenburg in Bayern na Baviera, sua construção começou em maio de 1890 nos estaleiros da AG Vulcan Stettin em Estetino e foi lançado ao mar em dezembro do ano seguinte, sendo comissionado na frota alemã em outubro de 1894. Era armado com seis canhões montados em três torres de artilharia duplas, diferentemente do esquema de quatro canhões em duas torres duplas comumente usado em outras marinhas, e possuía um deslocamento de mais de dez mil toneladas e velocidade máxima de dezesseis nós.
O Weissenburg atuou junto com a I Divisão durante sua primeira década de serviço na frota. Ele teve pouco serviço ativo durante seu período com a frota alemã devido a natureza relativamente pacífica do final do século XIX e início do século XX na Europa. Dessa forma, sua carreira envolveu principalmente exercícios de treinamento e visitas e países estrangeiros. Estas manobras mesmo assim foram muito importantes para o desenvolvimento da doutrina naval tática da Alemanha nas duas décadas que precederam a Primeira Guerra Mundial, especialmente sob a direção de Alfred von Tirpitz. A primeira grande ação do navio foi em 1900, quando ele e seus três irmãos foram para a China a fim de subjugar o Levante dos Boxers. O Weissenburg passou por uma grande modernização em 1904–05.
O couraçado foi vendido para o Império Otomano em 1910 e renomeado para Turgut Reis. Ele teve um papel ativo nas Guerras dos Balcãs, principalmente proporcionando suporte de artilharia para as forças otomanas de terra na Trácia. Também participou de dois confrontos contra a Marinha Real Grega, primeiro na Batalha de Elli em dezembro de 1912 e depois na Batalha de Lemnos no mês seguinte. As duas batalhas terminaram em derrota para os otomanos. O Turgut Reis deu apoio para a proteção das fortalezas de Dardanelos em meados de 1915 durante a Primeira Guerra, porém foi descomissionado em agosto do mesmo ano. Ele foi reativado após o conflito e usado como navio de treinamento de 1924 a 1933 e então como alojamento até 1950, depois do qual foi vendido para desmontagem.

## Características

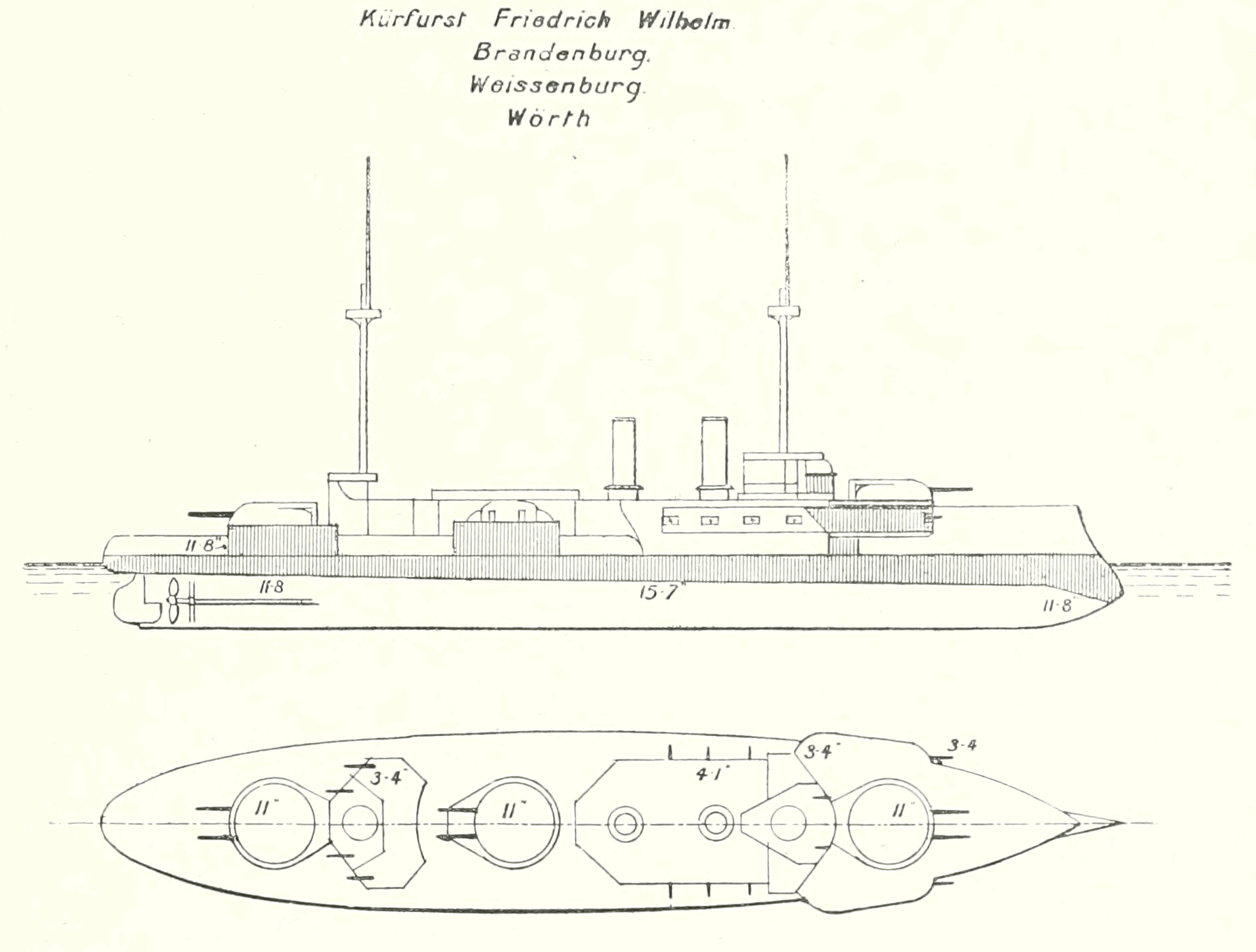
Diagrama da Classe Brandenburg.

A Classe Brandenburg foi a primeira de couraçados pré-dreadnought construídos para a Marinha Imperial Alemã. A frota da Alemanha até a ascensão do imperador Guilherme II em 1888 era orientada para a defesa costeira, com o vice-almirante Leo von Caprivi, chefe do Escritório Imperial da Marinha, tendo ordenado na década de 1880 a construção de vários navios de defesa de costa. O imperador, que tinha grande interesse em assuntos náuticos, substituiu Caprivi em agosto de 1888 pelo vice-almirante Alexander von Monts, instruindo-o a incluir quatro couraçados no orçamento naval. Monts, que era a favor de uma frota de couraçados, cancelou as quatro últimas embarcações de defesa de costa autorizadas por Caprivi e em vez disso encomendou couraçados de dez mil toneladas. Eles foram os primeiros couraçados modernos da Alemanha, com sua autorização fazendo parte de um programa de construção naval que refletia a grande confusão tática e estratégica que tomou outras marinhas durante a década de 1880.
O Weissenburg tinha 115,7 metros de comprimento, boca de que ficava entre 19,5 e 19,74 metros, e um calado de 7,6 metros na proa e de 7,9 metros na popa. Possuía um deslocamento de 10 013 toneladas em seu peso projetado, porém este valor podia chegar em 10 670 toneladas quando totalmente carregado com suprimentos e combustível. Era equipado com doze caldeiras a carvão e dois conjuntos de motores de tripla expansão com três cilindros que geravam 9 850 cavalos-vapor (7 350 quilowatts) de potência e uma velocidade máxima de 16,9 nós (31,3 quilômetros por hora). Seu alcance era 4 300 milhas náuticas (oito mil quilômetros) a dez nós (dezenove quilômetros por hora). Sua tripulação era formada por 38 oficiais e 530 marinheiros.
A embarcação era incomum para a época, pois estava equipada com uma bateria principal composta por seis canhões montados em três torres duplas, diferentemente dos quatro canhões normalmente encontrados em outros couraçados contemporâneos. As torres de artilharia da proa e da popa tinham canhões K L/40 de 280 milímetros, enquanto a torre central era armada com canhões menores L/35 também de 280 milímetros. Suas armas secundárias consistiam em oito canhões de tiro rápido SK L/35 de 105 milímetros e oito SK L/30 de 88 milímetros montados em casamatas. O armamento do Weissenburg era completado por seis tubos de torpedo de 450 milímetros instalados acima da linha d'água. Apesar de sua bateria principal ser mais pesada que outros navios equivalentes da época, seus armamentos secundários foram considerados mais fracos em relação a outros couraçados. Sua blindagem era feita com um composto Krupp de níquel e aço, um novo tipo de aço mais resistente que aquele usado em seus irmãos. Seu cinturão de blindagem tinha uma espessura de quatrocentos milímetros na parte central, que protegia os depósitos de munição e sala de máquinas. O convés tinha uma blindagem de sessenta milímetros, enquanto as barbetas da bateria principal eram protegidas por uma blindagem de trezentos milímetros de espessura.

## História

### Serviço alemão

#### Primeiros anos

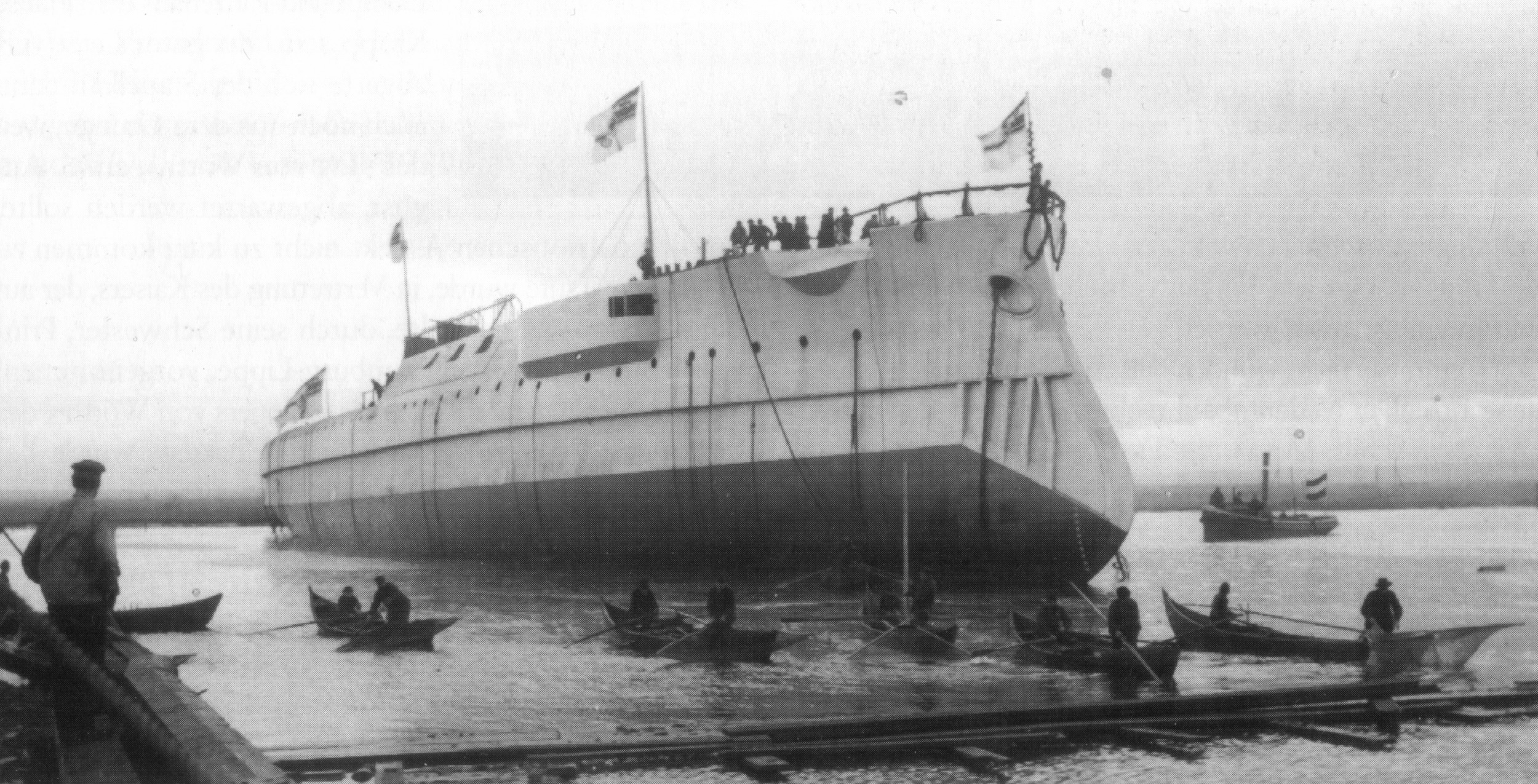
O casco do Weissenburg logo depois de seu lançamento em 14 de dezembro de 1891.

O Weissenburg foi o terceiro navio da Classe Brandenburg. Foi encomendado sob o nome de couraçado C, com o batimento de sua quilha ocorrendo em maio de 1890 na AG Vulcan Stettin em Estetino sob o número 199. Foi lançado ao mar no dia 30 de junho de 1891. Seguiu-se os trabalhos de equipagem e ele foi informalmente comissionado em 28 de agosto de 1894 a fim de passar por seus testes marítimos, que duraram até 24 de setembro. A embarcação entrou em serviço formalmente no dia 14 de outubro sob o comando do capitão de mar Wilhelm Büchsel. O Weissenburg depois passou por mais testes que terminaram em 12 de janeiro de 1895, sendo designado para a I Divisão da Esquadra de Manobras, inicialmente ocupando-se de treinamentos individuais. Manobras com a frota ocorreram no Mar do Norte no final de maio, concluindo com uma visita a Kirkwall nas Ilhas Órcades, Escócia. A esquadra voltou para Kiel no início de junho, onde as preparações para a abertura do Canal Imperador Guilherme estavam em andamento. Exercícios táticos foram realizados na Baía de Kiel diante de delegações estrangeiras.
A frota alemã iniciou em 1º de julho um grande cruzeiro para o Oceano Atlântico, retornando no início de agosto e parando na Ilha de Wight no Reino Unido para acompanharem a Regata de Cowes. As embarcações voltaram para Wilhelmshaven em 10 de agosto e iniciaram preparações para as manobras de outono que começariam mais tarde no mesmo mês. Os primeiros exercícios ocorreram em 25 de agosto na Angra da Heligolândia. A frota então navegou pelo estreito de Skagerrak no Mar Báltico; fortes tempestades danificaram muitos dos navios e afundaram o barco torpedeiro SMS S41, que emborcou deixando apenas três sobreviventes. A força ficou brevemente em Kiel até retomar os exercícios ocorridos nos estreitos de Kattegat e Grande Belt. As manobras principais começaram em 7 de setembro com um ataque simulado de Kiel para o leste do Báltico. Outras manobras ocorreram na costa da Pomerânia e na Baía de Danzig. Uma revisão da frota por Guilherme II em Jershöft no dia 14 encerrou as ações. O resto do ano viu apenas treinamentos individuais. 1896 seguiu o mesmo padrão do ano anterior. Treinamentos individuais ocorreram até abril, seguido por treinamento de esquadra no Mar do Norte no final de abril e início de maio, incluindo uma visita aos portos holandeses de Flessingue e Nieuwediep. Mais manobras ocorreram do final de maio ao final de julho, levando a esquadra mais para o norte do Mar do Norte, frequentemente para águas norueguesas, com os navios tendo visitado Bergen entre 11 e 18 de maio. Guilherme II e o vice-rei chinês Li Hongzhang revistaram a frota em Kiel durante as manobras. A frota reuniu-se em Wilhelmshaven para o treinamento anual de outono em 9 de agosto.

#### Rotina de exercícios

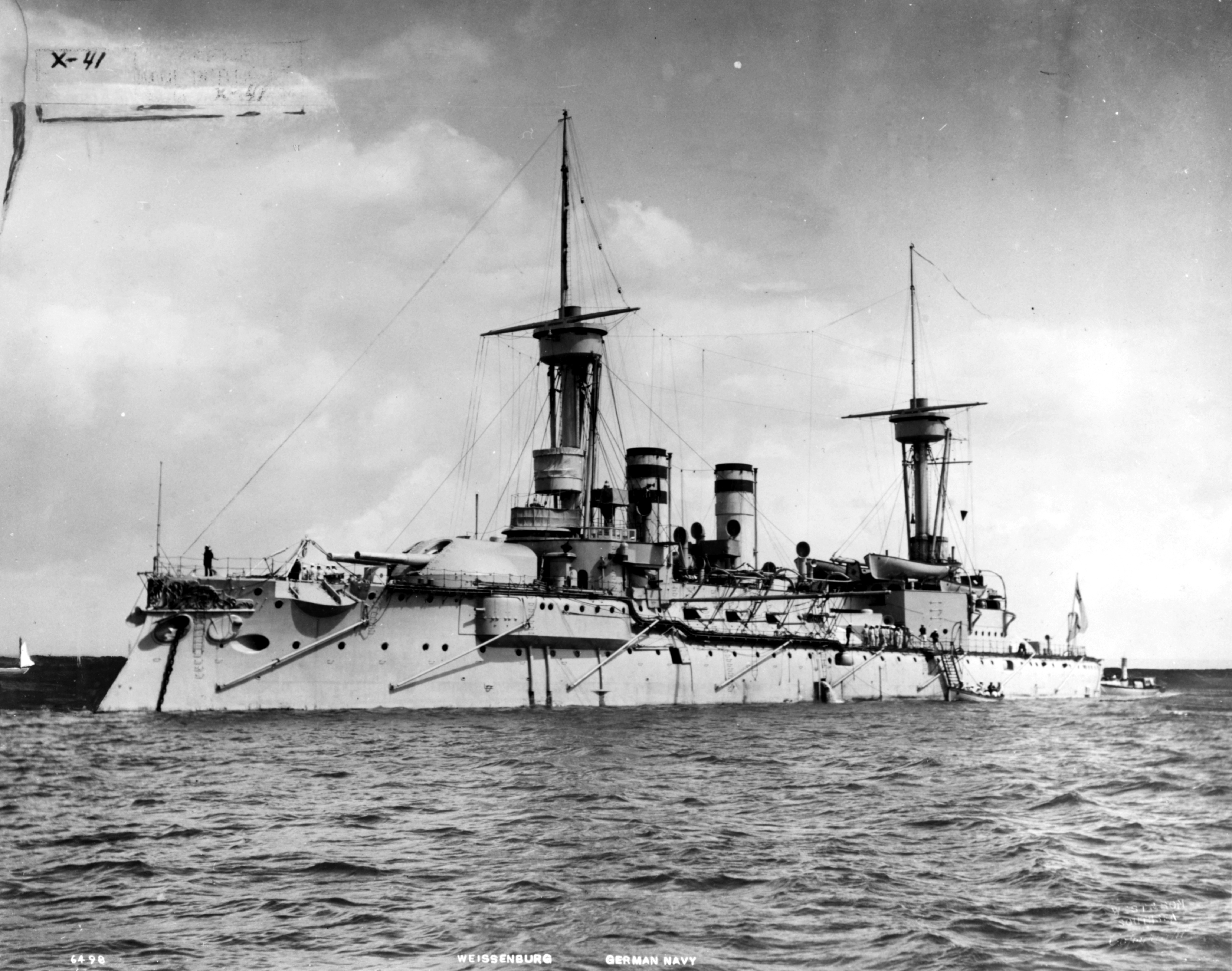
O Weissenburg no Reino Unido em algum momento do final da década de 1890.

O Weissenburg e o resto da frota operaram sob uma rotina de treinamentos pela primeira metade de 1897. A típica rotina de exercícios foi interrompida no início de agosto quando o imperador e a imperatriz Augusta Vitória de Schleswig-Holstein foram visitar a corte imperial russa; as duas divisões da I Esquadra de Batalha foram enviadas para Kronstadt a fim de acompanharem o casal imperial, que então seguiram para a capital São Petersburgo. Eles retornaram para Danzig em 15 de agosto, onde o restante da frota reuniu-se para as manobras anuais de outono. Estes exercícios refletiram o pensamento tático do contra-almirante Alfred von Tirpitz, o novo Secretário de Estado do Escritório Imperial da Marinha, e do vice-almirante August von Thomsen, o novo comandante da I Esquadra. Estas novas táticas enfatizavam uma artilharia mais precisa, especialmente a longas distâncias, porém as necessidades de uma formação de linha de batalha levaram a grande rigidez nas táticas. A enfase de Thomsen em tiro criou as bases para a excelente artilharia alemã na Primeira Guerra Mundial. O Weissenburg venceu o Prêmio de Tiro por excelência em precisão durante esses exercícios. O barco torpedeiro SMS D1 acidentalmente bateu e afundou uma das barcas do couraçado na noite do dia 21 para o 22 de agosto, matando dois homens. As manobras foram encerradas em 22 de setembro em Wilhelmshaven. A I Divisão realizou manobras em Kattegat e Skagerrak no começo de dezembro, porém foram encurtadas pela falta de homens e oficiais.
O couraçado brevemente serviu de capitânia divisional de 20 a 28 de fevereiro de 1898. A frota seguiu a rotina de treinamentos em 1898 sem incidentes, com a incçusão de uma viagem para as Ilhas Britânicas. Os navios pararam em Queenstown, Greenock e Kirkwall. A frota reuniu-se em Kiel em 14 de agosto para os exercícios de outono. As manobras incluíram uma simulação de bloqueio perto da costa de Mecklemburgo e uma batalha campal com uma "Frota Oriental" na Baía de Danzig. Uma tempestade forte atingiu a frota na volta para Kiel, infligindo grandes danos em muitas das embarcações e afundando o torpedeiro SMS S58. Eles atravessaram o Canal Imperador Guilherme e continuaram suas manobras no Mar do Norte. Os treinamentos terminaram em Wilhelmshaven no dia 17 de setembro. O Weissenburg novamente venceu o Prêmio de Tiro. A I Divisão conduziu treinamentos de artilharia e torpedo na Baía de Eckernförde em dezembro, seguido por treinamentos divisionais em Kattegat e Skagerrak. A divisão visitou Kungsbacka na Suécia durante essas manobras de 9 a 13 de dezembro. Voltaram para Kiel e os navios da I Divisão foram para docas a fim de passarem por reparos de inverno.

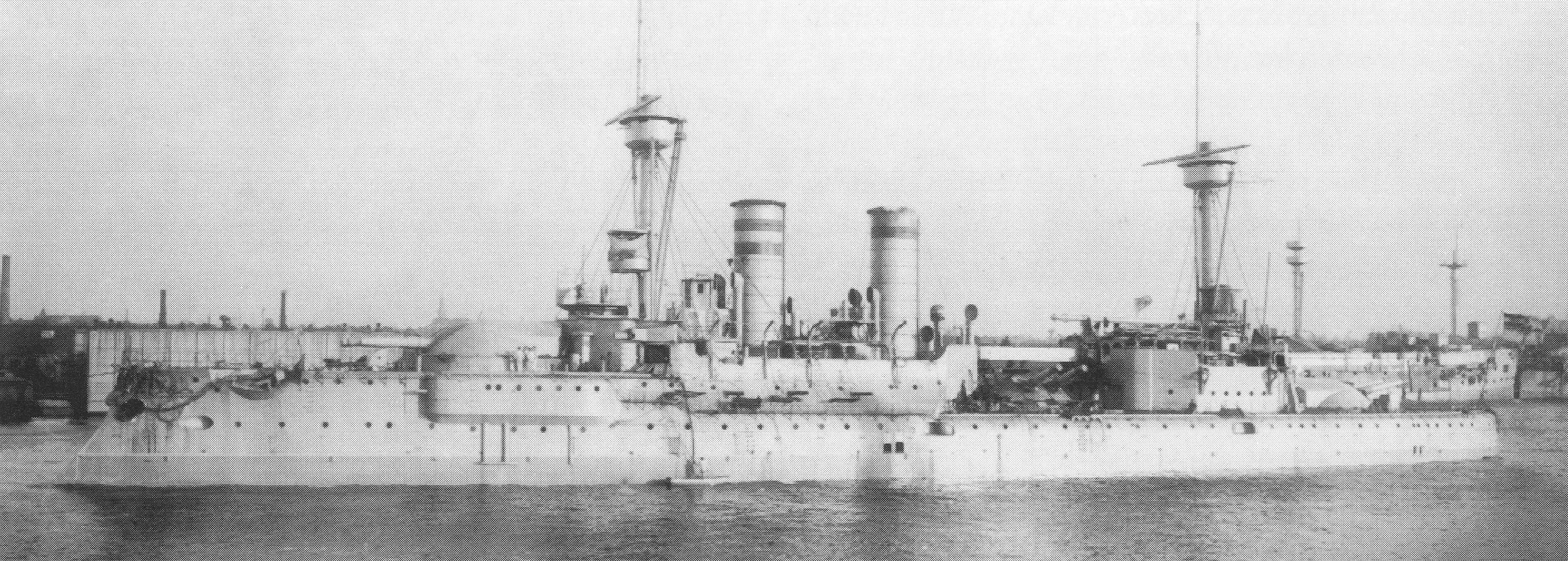
O Weissenburg em 1898.

O navio participou em 5 de abril de 1899 das celebrações que marcaram o quinquagésimo aniversário da Batalha de Eckernförde, ocorrida em 1849 durante a Primeira Guerra de Schleswig. A I e II Divisões, junto com a Divisão de Reserva do Báltico, partiram em maio para um cruzeiro pelo Atlântico. Na ida, a I Divisão parou em Dover enquanto a II Divisão foi para Falmouth no Reino Unido com o objetivo de reabastecer seus depósitos de carvão. A I Divisão então encontrou com a II em Falmouth no dia 8 de maio, com as duas unidades partindo para o Golfo da Biscaia, chegando em Lisboa em Portugal no dia 12 de maio. Lá encontraram-se com a Frota do Canal britânica composta por oito couraçados e quatro cruzadores blindados. A frota então partiu para a Alemanha, parando novamente em Dover em 24 de maio. Lá participaram de uma revista naval em celebração do aniversário de oitenta anos da rainha Vitória do Reino Unido. As embarcações retornaram para Kiel uma semana depois em 31 de maio.
A frota conduziu manobras de esquadra no Mar do Norte em julho, incluindo exercícios de defesa costeira com soldados do exército. A frota se reuniu em Danzig em 16 de agosto para novamente realizar a manobra anual de outono. Os exercícios começaram no Báltico e passaram por Kattegat e Skagerrak em 30 de agosto, indo para o Mar do Norte a fim de fazer mais manobras na Angra da Alemanha que duraram até 7 de setembro. Em seguida foram Kattegat e no Grande Belt entre 8 e 26 de setembro, quando as manobras terminaram e a frota foi para o porto a fim de passar por manutenção. O ano de 1900 começou com a mesma rotina de exercícios individuais e divisionais. As esquadras se encontraram em Kiel em março, com treinamentos de torpedo e artilharia em abril seguida de uma viagem para o Báltico. A frota fez uma grande cruzeiro no Mar do Norte de 7 a 26 de maio, incluindo paradas nas Shetlands entre 12 e 15 de maio e em Bergen de 18 até 22. Os navios da I Divisão foram transferidos em 8 de julho para a II Divisão.

#### Levante dos Boxers

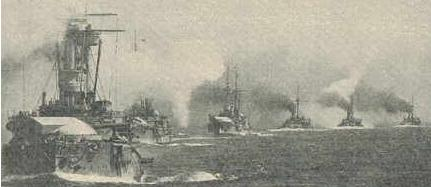
Navios alemães na China em 1900.

O Weissenburg participou de sua primeira grande operação em 1900, quando foi enviado para a China durante o Levante dos Boxers. Nacionalistas chineses cercaram embaixadas estrangeiras em Pequim e assinaram Clemens von Ketteler, o plenipotenciário alemão. A grande violência contra ocidentais levou uma aliança entre a Alemanha e outras sete potências: Reino Unido, França, Rússia, Áustria-Hungria, Estados Unidos, Itália e Japão. Os soldados que estavam na China na época eram muito poucos para derrotarem os boxers; em Pequim havia uma força de pouco mais de quatrocentos oficiais e soldados dos oito países. Na época, a Esquadra da Ásia Oriental era a principal força alemã na área e consistia dos cruzadores protegidos SMS Kaiserin Augusta, SMS Hansa e SMS Hertha, os cruzadores menores SMS Irene e SMS Gefion, e as canhoneiras SMS Jaguar e SMS Iltis. Havia também um destacamento de quinhentos homens em Taku; os números chegavam em 2,6 mil soldados combinados entre todos os países. O vice-almirante britânico sir Edward Seymour tentou liderar esses soldados até Pequim, porém foram forçados a parar em Tientsin. O imperador decidiu que uma força expedicionária seria enviada para a China a fim de reforçar a Esquadra da Ásia Oriental. A frota incluía o Weissenburg, seus três irmãos, seis cruzadores, dez navios de carga, três barcos torpedeiros e seis regimentos de fuzileiros, todos sob o comando do general marechal de campo Alfred von Waldersee.
O contra-almirante Richard von Geißler, o comandante da força expedicionária, relatou em 7 de julho que suas embarcações estavam prontas para a operação e elas partiram dois dias depois. Os quatro couraçados mais o aviso SMS Hela passaram pelo Canal Imperador Guilherme e pararam em Wilhelmshaven a fim de se encontrarem com o resto da força. Os navios partiram da Angra de Jade em 1º de julho. Eles pararam em Gibraltar para reabastecerem-se de carvão entre os dias 17 e 18 de julho e passaram pelo Canal de Suez nos dias 26 e 27. Mais um reabastecimento das reservas de carvão ocorreu na ilha britânica de Perim no Mar Vermelho, com a frota entrando no Oceano Índico em 2 de agosto. Os navios alcançaram Colombo no Ceilão em 10 de agosto, passando pelo Estreito de Malaca quatro dias depois. Eles chegaram em Singapura em 18 de agosto e partiram depois de cinco dias, chegando em Hong Kong no dia 28. A força expedicionária parou dois dias depois em Wusong, próximo da cidade de Xangai. O cerco de Pequim já tinha acabado quando os alemães chagaram, com os outros membros da Aliança das Oito Nações já tendo conseguido firmar um acordo com os boxers locais.
Já que a situação tinha se acalmado, os quatro couraçados foram enviados para Hong Kong ou Nagasaki no Japão a fim de passarem por reformas; o Weissenburg foi para Hong Kong e sua reforma ocorreu entre 6 de dezembro de 1900 e 3 de janeiro de 1901. O couraçado ficou em Qingdao na concessão da Baía de Kiauchau de 8 de fevereiro a 23 de março, onde realizou treinamentos de artilharia. O alto comando alemão convocou de volta a força expedicionária em 26 de maio. A frota abasteceu suprimentos em Xangai e partiu em 1º de junho. Eles pararam em Singapura de 10 a 15 de junho e se reabasteceram com carvão antes de seguirem para Colombo, onde ficaram entre os dias 22 e 26. Navegar contra as monções forçou os navios a pararem na Ilha de Mahé nas Seicheles. A frota então parou por um dia em Áden e depois em Porto Said no Egito no caminho de volta a fim de pegarem mais carvão. Eles chegaram em Cádis em 1º de agosto, onde encontraram-se com a I Divisão e retornaram juntos para a Alemanha. Se separaram ao alcançarem a Heligolândia, logo depois de terem passado pela Rada de Jade, e os navios da força expedicionária foram revistados em 11 de agosto por Koester, agora o Inspetor Geral da Marinha. A frota expedicionária foi dissolvida no dia seguinte. No final, toda a operação custou à Alemanha mais de cem milhões de marcos.

#### Final de carreira

Pintura de Hugo Graf em 1902 do cruzador protegido, do Kurfürst Friedrich Wilhelm e do Weissenburg.

O Weissenburg foi levado para uma doca seca do Estaleiro Imperial de Wilhelmshaven depois de seu retorno da China com o objetivo de passar por mais reformas. A frota foi para um cruzeiro na Noruega no final de 1901. O ano de 1902 seguiu o mesmo padrão rotineiro de treinamentos individuais, em unidade e em frota, com a I Esquadra partindo em 25 de abril para um grande cruzeiro de treinamento. As embarcações inicialmente navegaram para águas norueguesas, então contornaram a extremidade norte da Escócia e pararam na Irlanda, retornando para Kiel em 28 de maio. O Weissenburg envolveu-se em agosto, antes do início das manobras anuais da frota, em um acidente que danificou sua proa de rostro; vigas de madeira foram instaladas temporariamente como reforços na proa para que o navio ficasse pronto para os exercícios. Ele foi descomissionado em 29 de setembro ao final das manobras e o novo couraçado SMS Wettin assumiu seu lugar na divisão.
Os quatro couraçados da Classe Brandenburg foram tirados de serviço no início de 1903 com o objetivo de passarem por uma grande reconstrução e modeernização. Um passadiço e uma segunda torre de comando foram adicionados atrás da superestrutura. Os couraçados tiveram todas as suas caldeiras substituídas por modelos mais novos e seu balaio à meia-nau foi reduzido. Os trabalhos também incluíram o aumento da capacidade de armazenamento dos depósitos de carvão e a adição de dois canhões de 105 milímetros. O plano original era que a torre de artilharia central de 280 milímetros fosse substituída por uma bateria blindada de armas de médio calibre, porém isto mostrou-se muito caro. O Weissenburg foi recomissionado em 27 de setembro de 1904 e foi designado como o substituto do navio de defesa costeira SMS Hildebrand na II Esquadra. As duas esquadras encerraram o ano com o tradicional cruzeiro para o Báltico, que transcorreu sem incidentes. A primeira metade de 1905 passou similarmente tranquila para a embarcação. A frota iniciou em 12 de julho seu anual cruzeiro de verão, parando em Gotemburgo entre 20 e 24 de julho e em Estocolmo nos dias 2 a 7 de agosto. A viagem terminou dois dias depois e foi seguida pelas manobras de outono mais tarde no mesmo mês. Outro cruzeiro de inverno para o Báltico ocorreu em outubro.
A frota conduziu normalmente sua rotina de exercícios individuais, divisionais e em frota no decorrer de 1906, interrompida apenas por um cruzeiro para a Noruega realizado em meados de julho e início de agosto. As manobras de outono transcorreram normalmente. O Weissenburg teve sua tripulação reduzida em 28 de setembro após o fim das manobras e ele foi transferido para a Formação de Reserva do Mar do Norte. Ele participou das manobras de frota em 1907, porém foi descomissionado em 27 de setembro, mesmo assim continuou designado formalmente como parte da Formação de Reserva. Ele foi reativado em 2 de agosto de 1910 a fim de participar das manobras de outono junto da III Esquadra, porém a venda do Weissenburg e do Kurfürst Friedrich Wilhelm foi anunciada alguns dias depois. O couraçado deixou a esquadra em 6 de agosto e partiu de Wilhelmshaven na companhia do Kurfürst Friedrich Wilhelm no dia 14. Os dois chegaram no Império Otomano em 1º de setembro.

### Serviço otomano

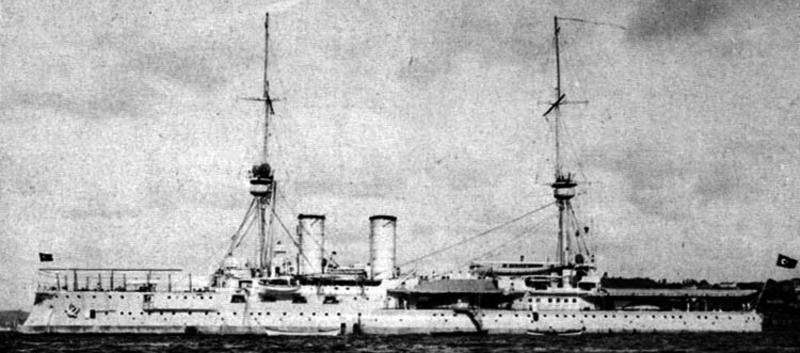
O Turgut Reis por volta de 1910.

O adido militar alemão no Império Otomano começou no final de 1909 a conversar com a Marinha Otomana sobre a possibilidade de venda de alguns navios de guerra alemães para que os otomanos pudessem se opor à expansão naval da Grécia. Após longas negociações, que incluíram tentativas otomanas de comprar um ou mais dos novos cruzadores de batalha SMS Von der Tann, SMS Moltke ou SMS Goeben, os alemães ofereceram-se para vender os quatro navios da Classe Brandenburg a um custo de dez milhões de marcos. Os otomanos escolheram o Weissenburg e o Kurfürst Friedrich Wilhelm pois estes eram os mais avançados dos quatro. Os dois couraçados foram nomeados para Turgut Reis e Barbaros Hayreddin, em homenagem aos almirantes otomanos Turgut Reis e Barba Ruiva do século XVI. Eles foram transferidos em 1º de setembro de 1910, com tripulações alemãs os navegando até Constantinopla junto com outros quatro contratorpedeiros comprados da Alemanha. O Escritório Imperial da Marinha os removeu do registro naval em 12 de setembro. Entretanto, a Marinha Otomana teve grandes dificuldades em equipar o Turgut Reis e o Barbaros Hayreddin; foi necessário transferir marinheiros do resto da frota apenas para formas tripulações para os dois navios. Ambos também sofreram de problemas nos seus condensadores depois de entrarem no serviço otomano, algo que reduziu sua velocidade máxima para oito a dez nós (quinze a dezenove quilômetros por hora).

#### Guerra Ítalo-Turca
A Itália declarou guerra contra o Império Otomano em 29 de setembro de 1911 com o objetivo de tomar a Líbia. O Turgut Reis, Barbaros Hayreddin e o obsoleto ironclad Mesudiye estavam estavam em um cruzeiro de verão desde julho. Os navios tinham deixado Beirute em direção de Dardanelos um dia antes da declaração de guerra. Eles não souberam sobre o início do conflito e navegaram lentamente e conduziram suas manobras de treinamento no caminho, passando ao sudoeste de Chipre. As embarcações foram informadas da guerra em 1º de outubro enquanto estavam na ilha de Cós, fazendo com que viajassem em velocidade máxima para Dardanelos, chegando na mesma noite. Os navios seguiram para Constantinopla no dia seguinte a fim de passarem por reformas. O Turgut Reis e o Barbaros Hayreddin realizaram uma breve incursão em 4 de outubro, porém rapidamente retornaram sem encontrarem navios italianos. A Marinha Real Italiana plantou minas navais na entrada de Dardanelos em uma tentativa de impedir que a frota otomana entrasse no Mar Mediterrâneo. Trabalhos de manutenção foram completados em 12 de outubro e os navios voltaram para dentro de Dardanelos.
Já que a Marinha Otomana não podia desafiar a significativamente mais poderosa Marinha Real Italiana, o Turgut Reis e o Barbaros Hayreddin ficaram principalmente em Dardanelos com o objetivo de apoiar as fortificações costeiras locais caso a frota italiana tentasse forçar seu caminho através dos canais. Elementos italianos bombardearam as fortalezas de Dardanelos em 19 de abril de 1912, porém a frota otomana não tentou um contra-ataque. O andamento negativo da guerra fez com que muitos oficiais navais se juntassem em um golpe de Estado contra o governo; os oficiais ameaçaram levar seus navios até Constantinopla se suas exigências não fossem cumpridas. O governo otomano assinou um tratado de paz em 18 de outubro, cedendo a Líbia aos italianos, em meio a tensões cada vez maiores nos Bálcãs.

#### Guerras dos Balcãs
A Liga Balcânica, tendo assistido a vitória italiana, declarou guerra contra o Império Otomano em outubro de 1912 com o objetivo de tomar seus territórios europeus restantes, iniciando a Primeira Guerra Balcânica. A condição do Turgut Reis, assim como da maioria dos navios da frota otomana, era péssima. Seus telêmetros e molinetes de munição para a bateria principal tinham sido removidos e os telefones não funcionavam. Em 7 de outubro, um dia antes do primeiro ataque, o Turgut Reis e o Barbaros Hayreddin estavam ancorados em Haydarpaşa junto com os cruzadores Hamidiye e Mecidiye e vários barcos torpedeiros. Os navios partiram para İğneada dez dias depois e bombardearam posições de artilharia búlgaras perto de Varna. Os dois couraçados estavam estavam com problemas nas caldeiras. Eles participaram de um treinamento de artilharia no Mar de Mármara em 3 de novembro, porém pararam de atirar depois de alguns disparos porque suas baterias principais não estavam totalmente funcionais.
O Turgut Reis bombardeou tropas búlgaras perto de Tekirdağ em 7 de novembro. Ele apoiou o III Corpo otomano dez dias depois ao bombardear posições búlgaras. O navio foi auxiliado por observadores em terra. A artilharia do couraçado foi ineficiente, porém mesmo assim ajudou a melhorar a moral do exército que estava entrincheirado em Çatalca. A infantaria búlgara foi forçada a recuar de suas posições iniciais às 17h00min, parcialmente por causa do efeito psicológico do bombardeio naval. O Turgut Reis fez uma incursão vindo do Bósforo com o objetivo de cobrir a retirada do Hamidiye, que tinha sido torpedeado pela manhã.
A frota otomana foi reorganizada em dezembro de 1912 em uma divisão blindada, que incluía o Barbaros Hayreddin como capitânia, duas divisões de contratorpedeiros e uma quarta divisão que tinha a intenção de ser composta por navios de guerra para operações independentes. A divisão blindada tentou pelos dois meses seguintes quebrar o bloqueio grego estabelecido ao redor de Dardanelos, o que resultou em duas grandes batalhas navais entre a Marinha Otomana e a Marinha Real Helênica.

##### Batalha de Elli

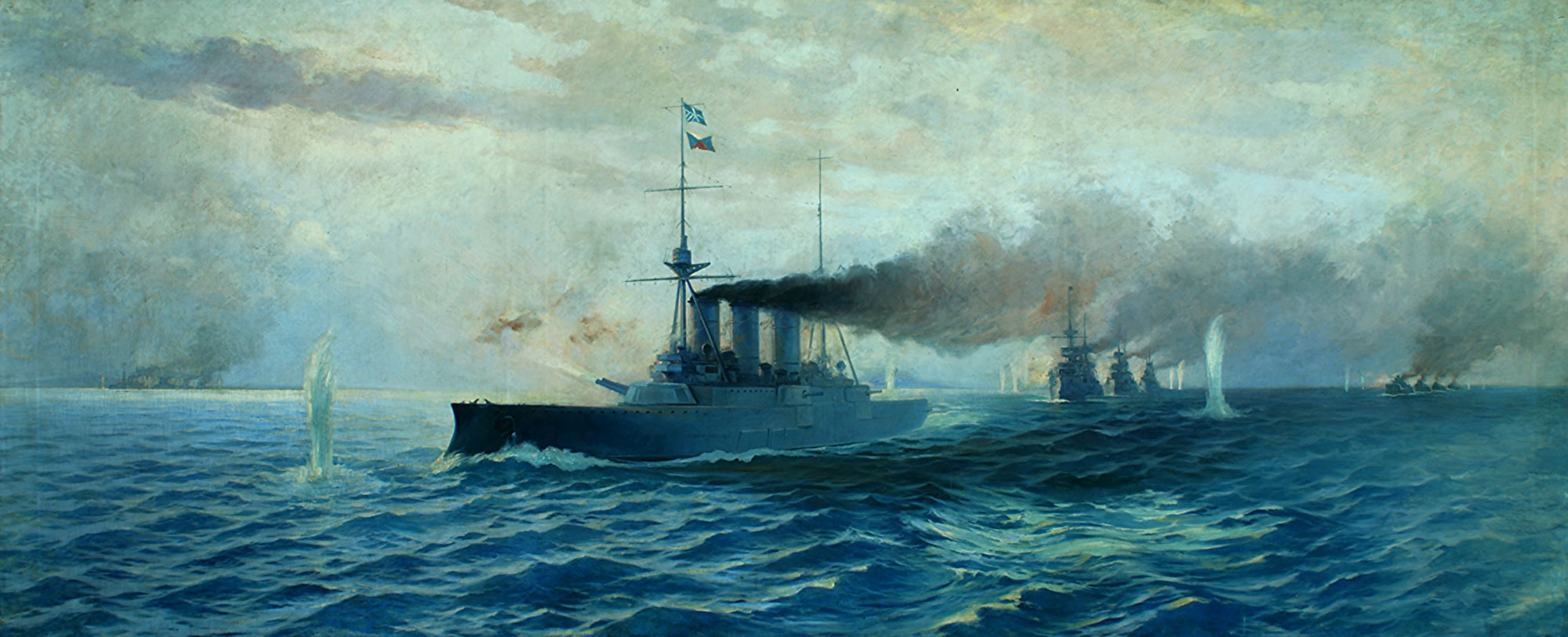
Pintura de Vasileios Hatzis em 1913 da frota grega na Batalha de Elli.

A Batalha de Elli ocorreu em 16 de dezembro de 1912, quando os otomanos tentaram lançar um ataque em Imbros. A frota otomana partiu de Dardanelos às 9h30min; as embarcações menores ficaram perto dos estreitos enquanto os couraçados navegaram para o norte ao longo da costa. A flotilha grega, que incluía o cruzador blindado Georgios Averof e os três ironclads da Classe Hydra, vinda da ilha de Lemnos, alterou sua rota para nordeste a fim de bloquear o avanço dos navios otomanos. Estes abriram fogo às 9h40min de uma distância de aproximadamente catorze quilômetros. O Georgios Averof conseguiu cruzar para o outro lado da frota otomana, deixando-os na posição desfavorável de serem alvejados dos dois lados. 
Os navios otomanos reverteram seu curso às 9h50min sob forte pressão da artilharia grega, iniciando um retorno para a segurança dos estreitos. Entretanto, a virada foi mau executada e as embarcações saíram de formação, bloqueando os campos de tiro umas das outras. Ambos os lados pararam de atirar às 10h17min e a frota otomana retirou-se para Dardanelos. As embarcações chegaram no porto às 13h e transferiram suas baixas para o navio hospital Resit Paşa. A batalha foi considerada uma vitória grega porque os otomanos continuaram sob bloqueio. O Turgut Reis foi acertado várias vezes, porém os danos foram pequenos, localizados principalmente na superestrutura e armas.
Os otomanos tentaram desembarcar na ilha de Bozcaada, bem na entrada do estreito de Dardanelos, no dia 4 de janeiro de 1913 com o objetivo de retomar a ilha. O Turgut Reis e o resto da frota deram suporte, porém a aparição da frota grega forçou os otomanos a suspenderem a operação. Os gregos também recuaram, com vários cruzadores otomanos abrindo fogo enquanto as duas forças se distanciavam, porém não houve acertos. A frota conduziu uma patrulha fora dos estreitos em 10 de janeiro. Eles encontraram contratorpedeiros gregos e os forçaram a recuar, porém não conseguiram danificar as embarcações gregas.

##### Batalha de Lemnos

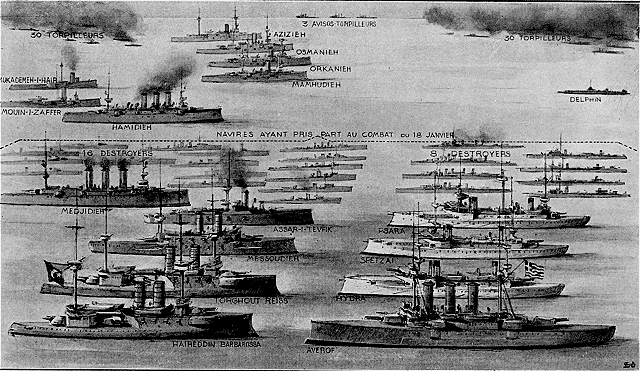
Diagrama da revista francesa L'Illustration mostrando as frotas otomana e grega e os navios que participaram da Batalha de Lemnos.

A Batalha de Lemnos surgiu de um plano otomano para atrair o poderoso Georgios Averof para longe de Dardanelos. O cruzador protegido Hamidiye conseguiu passar pelo bloqueio grego e foi para o Mar Egeu em uma tentativa de atrair o cruzador em uma perseguição. O almirante Pavlos Kountouriotis, comandante grego, apesar da ameaça representada pela embarcação inimiga, recusou-se a destacar seu principal navio. Os otomanos descobriram em meados de janeiro que o Georgios Averof continuava na frota grega, porém o capitão Ramiz Numan Bey, o comandante da frota otomana, decidiu atacar do mesmo jeito.
O Turgut Reis, Barbaros Hayreddin e o resto da frota otomana partiram de Dardanelos às 8h20min de 18 de janeiro, navegando em direção de Lemnos a uma velocidade de onze nós (vinte quilômetros por hora). O Barbaros Hayreddin liderou a linha de batalha, com uma flotilha de torpedeiros dos dois lados da formação. O Georgios Averof, junto com os ironclads da Classe Hydra e cinco contratorpedeiros, interceptaram a frota otomana a aproximadamente doze milhas náuticas (22 quilômetros) de distância de Lemnos. O cruzador protegido Mecidiye avistou os gregos às 10h55min e a frota virou para o sul a fim de enfrentá-los.
O duelo de artilharia a longa distância começou às 11h55min e durou por duas horas, com a frota otomana abrindo fogo a uma distância de oito quilômetros. Eles concentraram seus tiros no Georgios Averof, que disparou de volta ao meio-dia. Os gregos tentaram cruzar o T dos otomanos às 12h50min, porém o Barbaros Hayreddin virou para o norte com o objetivo de bloquear a manobra. Numan destacou o Mesudiye depois de um acerto sério às 12h55min. O Barbaros Hayreddin depois disso foi atingido várias vezes na superestrutura; estes impactos causaram poucos danos, porém criaram muita fumaça que foi sugada para dentro das salas das caldeiras, o que causou a redução da velocidade para cinco nós (9,3 quilômetros por hora). O Turgut Reis assim assumiu a liderança da formação e Numan decidiu encerrar o confronto.
O Georgios Averof aproximou-se até uma distância de 4,6 quilômetros no final da batalha e acertou a frota otomana em retirada várias vezes. Os navios otomanos aproximaram-se o bastante da costa para serem protegidos pelas baterias em terra às 14h, forçando a retirada das embarcações gregas e o fim definitivo do confronto. O Turgut Reis e o Barbaros Hayreddin tiveram, cada um, uma barbeta inutilizada pelos disparos inimigos, com ambos também tendo pegado fogo. Os dois couraçados juntos atiraram por volta de oitocentos projéteis, a maioria de suas baterias principais de 280 milímetros, porém acertaram poucas vezes seus alvos.

##### Outras operações
A Marinha Otomana deu suporte em 8 de fevereiro a um ataque anfíbio contra Şarköy. A frota partiu às 5h50min e chegou perto da ilha por volta das 8h. As embarcações proporcionaram suporte de artilharia a uma distância de um quilômetro da costa. Os navios passaram a apoiar o flanco esquerdo do exército assim que as tropas chegaram em terra. O exército búlgaro ofereceu forte resistência que acabou forçando a retirada das forças otomanas, porém essa retirada foi bem sucedida em boa parte graças aos tiros do Turgut Reis e do resto da frota. O couraçado disparou 225 projéteis de seus canhões de 105 milímetros e 202 de suas armas de 88 milímetros.
O navio retornou para o Mar Negro em março a fim de retomar o apoio a guarnição de Çatalca, que estava sob novos ataques búlgaros. Tiros do Turgut Reis e do Barbaros Hayreddin ajudaram em 26 de março a afastar o avanço da 2ª Brigada da 1ª Divisão de Infantaria da Bulgária. A ala esquerda da linha otomana começou a perseguir os búlgaros em 30 de março. Seu avanço teve o apoio de artilharia em terra, do Turgut Reis e outras embarcações posicionadas perto da costa; esta ação fez os otomanos conquistarem um quilômetro e meio até o anoitecer. Em resposta, a Bulgária trouxe a 1ª Brigada para a linha de frente, que derrotou os otomanos e os fez retornar até seu ponto de partida inicial. O Turgut Reis e o Barbaros Hayreddin, apoiados por navios menores, seguiram até Çanakkale em 11 de abril parar dar cobertura a distância para uma flotilha à procura de embarcações gregas. Os dois lados se enfrentaram de forma inconclusiva, com a frota principal otomana não realizando uma incursão até o confronto acabar.

#### Primeira Guerra

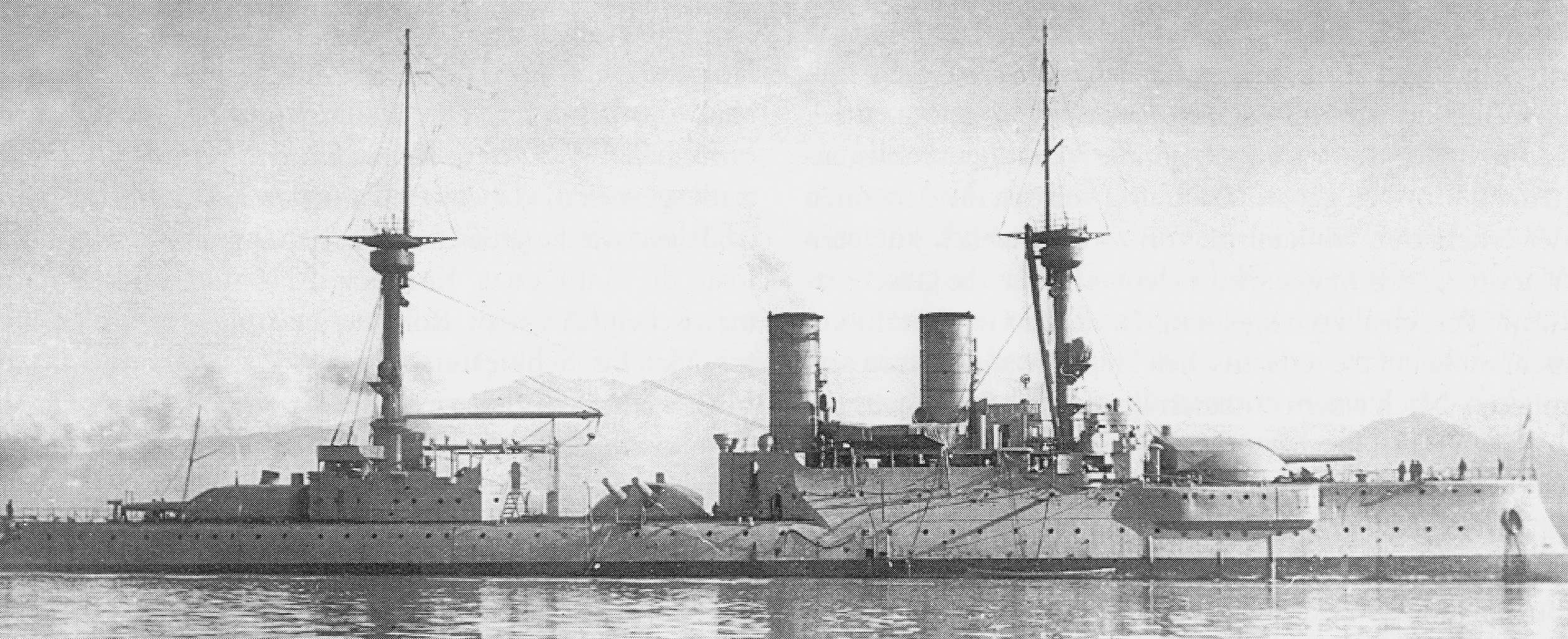
O Turgut Reis em 1915.

A Primeira Guerra Mundial começou em julho de 1914 na Europa, porém o Império Otomano inicialmente permaneceu neutro. As ações em novembro do cruzador de batalha alemão Goeben, que havia sido transferido para os otomanos e renomeado Yavuz Sultan Selim, resultaram em declarações de guerra da Rússia, França e Reino Unido. O Turgut Reis nessa época estava em uma doca no Corno de Ouro, muito desgastado depois de seu serviço nas Guerras dos Bálcãs. O almirante Guido von Usedom, chefe da missão alemã no Império Otomano, enviou o couraçado junto com o Barbaros Hayreddin para apoiar fortes de Dardanelos. Eles permaneceram no local entre os dias 14 e 19 de dezembro, retornando até Constantinopla para reparos e treinos de artilharia. Voltaram para Dardanelos em 15 de fevereiro de 1915 e ancoraram em posições de fogo. Seus motores foram desligados durante esse período para que economizarem combustível, porém seus motores a vapor foram ligados para que tivessem capacidades evasivas, já que a ameaça de submarinos britânicos estava crescendo. O vapor Üsküdar foi colocado na frente dos couraçados como uma barragem flutuante. O alto comando decidiu em 11 de março que os dois couraçados não eram necessários o tempo todo, assim os dois alternaram-se a cada cinco dias em viagens para a capital.
O Turgut Reis estava em posição no dia 18 de março quando os Aliados tentaram entrar no estreito. O couraçado não atacou, pois tinha ordens de só abrir fogo caso as defesas fossem quebradas. Isto se deu em parte por causa de uma escassez de munição. Tanto o Turgut Reis quanto o Barbaros Hayreddin estavam presentes em 25 de abril para bombardear tropas Aliadas enquanto estas desembarcavam em Galípoli. O submarino australiano HMAS AE2 disparou vários torpedos contra o Turgut Reis às 7h30min, porém errou todos. O navio retornou para Constantinopla ao final do dia como planejado. Ele bombardeou posições aliadas em 5 de junho até sua torre de artilharia dianteira explodir; quatro homens morreram e 32 foram feridos. A embarcação retornou para a capital a fim de passar por reparos; o Barbaros Hayreddin tinha sofrido um acidente similar em 25 de abril. O Turgut Reis foi colocado em uma doca no Corno de Ouro em 12 de agosto depois do Barbaros Hayreddin ter sido torpedeado e afundado por um submarino britânico. Algumas de suas armas foram removidas em algum momento de 1915 e empregadas como defesa costeira em terra em Dardanelos.
O Yavuz Sultan Selim e o cruzador rápido Midilli, antigo navio alemão SMS Breslau que fora transferido para o Império Otomano em agosto de 1914, partiram de Dardanelos em 19 de janeiro de 1918 a fim de atacar vários monitores britânicos estacionados do lado de fora. Os navios rapidamente afundaram o HMS Raglan e o HMS M28 e retornaram para a segurança de Dardanelos. O Midilli no caminho bateu em cinco minas e afundou, enquanto o Yavuz Sultan Selim acertou três minas e começou a adernar para bombordo. O capitão deu uma ordem incorreta para o timoneiro e o cruzador encalhou em um banco de areia. Ele permaneceu no local por quase uma semana até o Turgut Reis e outros navios chegarem no local no dia 22 de janeiro; as embarcações passaram quatro dias tentando libertar o Yavuz Sultan Selim, incluindo por meio de turbulência de suas hélices para remover a areia embaixo do navio. Ele foi libertado na manhã do dia 26 e escoltado pelo Turgut Reis de volta para Dardanelos.
O Turgut Reis voltou para a doca em 30 de outubro de 1918, com a guerra terminando algumas semanas depois em novembro. Ele foi reformado novamente entre 1924 e 1925 no Estaleiro Naval de Gölcük, retornando para o serviço como um navio de treinamento estacionário em Gölcük. Na época ele estava apenas com dois de seus canhões de 280 milímetros. As duas torres de artilharia principais foram removidas e instaladas como parte de uma bateria de defesa costeira situada na costa asiática do estreito de Dardanelos. Ambas estão preservadas (duas L/40 e duas L/35). O navio foi descomissionado em 1933 e usado depois disso como alojamento flutuante para os trabalhadores do estaleiro local, papel que cumpriu até 1950, quando começou a ser desmontado ainda em Gölcük. O couraçado já tinha sido cortado em duas seções até 1953 e estas foram vendidas para serem desmontadas em outros países. Os trabalhos finais de desmontagem foram completados entre 1956 e 1957.

### Citações
1. 1 2 3 4 5 6   Gröner 1990, p. 13
2. 1 2 3 4 5   Hore 2006, p. 66
3. ↑   Sondhaus 1997, pp. 179–181
4. ↑   Grießmer 1999, p. 177
5. ↑   Gröner 1990, p. 56
6. 1 2 3 4   Hildebrand, Röhr & Steinmetz 1993b, p. 63
7. ↑   Hildebrand, Röhr & Steinmetz 1993a, pp. 175–176
8. ↑   Hildebrand, Röhr & Steinmetz 1993a, pp. 176–177
9. ↑   Hildebrand, Röhr & Steinmetz 1993a, p. 178
10. ↑   Hildebrand, Röhr & Steinmetz 1993a, p. 179
11. ↑   Hildebrand, Röhr & Steinmetz 1993a, p. 180
12. 1 2   Hildebrand, Röhr & Steinmetz 1993a, pp. 180–181
13. 1 2   Hildebrand, Röhr & Steinmetz 1993a, pp. 181–183
14. 1 2   Hildebrand, Röhr & Steinmetz 1993a, p. 183
15. ↑   Hildebrand, Röhr & Steinmetz 1993a, pp. 184–185
16. ↑   Hildebrand, Röhr & Steinmetz 1993a, p. 186
17. ↑   Bodin 1979, pp. 5–6
18. ↑   Bodin 1979, p. 1
19. ↑   Holborn 1982, p. 311
20. ↑   Bodin 1979, p. 6
21. ↑   Harrington 2001, p. 29
22. ↑   Bodin 1979, p. 11
23. ↑   Bodin 1979, pp. 11–12
24. ↑   Herwig 1998, p. 106
25. ↑   Hildebrand, Röhr & Steinmetz 1993a, pp. 186–187
26. ↑   Sondhaus 2001, p. 186
27. ↑   Hildebrand, Röhr & Steinmetz 1993a, p. 187
28. 1 2 3 4 5 6   Hildebrand, Röhr & Steinmetz 1993b, p. 64
29. ↑   Hildebrand, Röhr & Steinmetz 1993a, pp. 188–189
30. ↑   Herwig 1998, p. 103
31. 1 2   Hildebrand, Röhr & Steinmetz 1993a, p. 189
32. 1 2   Gröner 1990, p. 14
33. ↑   Hildebrand, Röhr & Steinmetz 1993a, pp. 189–190
34. ↑   Hildebrand, Röhr & Steinmetz 1993a, pp. 34–35
35. ↑   Hildebrand, Röhr & Steinmetz 1993a, p. 190
36. ↑   Langensiepen & Güleryüz 1995, pp. 16–17
37. ↑   Erickson 2003, p. 131
38. 1 2   Sondhaus 2001, p. 218
39. 1 2   Langensiepen & Güleryüz 1995, p. 17
40. ↑   Childs 1990, p. 24
41. ↑   Beehler 1913, pp. 5–6
42. 1 2   Beehler 1913, pp. 23–24
43. 1 2   Langensiepen & Güleryüz 1995, p. 15
44. ↑   Beehler 1913, p. 45
45. ↑   Beehler 1913, pp. 67–69
46. ↑   Beehler 1913, pp. 91–92
47. ↑   Beehler 1913, pp. 94, 100
48. ↑   Langensiepen & Güleryüz 1995, pp. 20–21
49. 1 2   Langensiepen & Güleryüz 1995, p. 25
50. ↑   Hall 2000, p. 36
51. ↑   Erickson 2003, p. 133
52. 1 2   Langensiepen & Güleryüz 1995, p. 21
53. 1 2   Hall 2000, pp. 64–65
54. 1 2 3 4 5   Langensiepen & Güleryüz 1995, p. 22
55. 1 2 3 4   Fotakis 2005, p. 50
56. 1 2 3 4   Langensiepen & Güleryüz 1995, p. 23
57. ↑   Langensiepen & Güleryüz 1995, pp. 23–24
58. ↑   Langensiepen & Güleryüz 1995, p. 24
59. 1 2 3 4   Gardiner & Gray 1985, p. 390
60. ↑   Erickson 2003, p. 264
61. ↑   Erickson 2003, p. 270
62. ↑   Erickson 2003, p. 288
63. ↑   Erickson 2003, p. 289
64. ↑   Langensiepen & Güleryüz 1995, pp. 24–25
65. ↑   Staff 2006, p. 19
66. ↑   Langensiepen & Güleryüz 1995, pp. 32–33
67. ↑   Langensiepen & Güleryüz 1995, pp. 33, 35
68. ↑   Bennett 2005, p. 47
69. ↑   Langensiepen & Güleryüz 1995, p. 32
70. 1 2   Langensiepen & Güleryüz 1995, p. 141
71. ↑   Forrest 2012, p. 218